# باشلان بشلو
باشلان بشلو هي قرية في مقاطعة أرومية، إيران. يقدر عدد سكانها بـ 546 نسمة بحسب إحصاء 2016.